# HPC Challenge Benchmark
HPC Challenge Benchmark combina diversos punts de referència per provar una sèrie d'atributs independents del rendiment dels sistemes d'ordinadors d'alt rendiment (HPC). El projecte ha estat copatrocinat pel programa DARPA High Productivity Computing Systems, el Departament d'Energia dels Estats Units i la National Science Foundation.
El rendiment d'aplicacions complexes en sistemes HPC pot dependre d'una varietat d'atributs de rendiment independents del maquinari. L'HPC Challenge Benchmark és un esforç per millorar la visibilitat d'aquest espai multidimensional combinant la mesura de diversos d'aquests atributs en un sol programa.
Tot i que els atributs de rendiment d'interès no són específics per a cap arquitectura informàtica en particular, la implementació de referència de l'HPC Challenge Benchmark en C i MPI suposa que el sistema a prova és un clúster de sistemes multiprocessador de memòria compartida connectats per una xarxa. A causa d'aquesta suposició d'una estructura de sistema jeràrquica, la majoria de les proves s'executen en diferents modes de funcionament. Seguint la notació utilitzada pels informes de referència, els resultats etiquetats com "únic" significa que la prova es va executar en un processador escollit aleatòriament al sistema, els resultats etiquetats com "estrella" signifiquen que una còpia independent de la prova es va executar simultàniament a cada processador del sistema. sistema, i els resultats etiquetats com "globals" signifiquen que tots els processadors estaven treballant coordinats per resoldre un sol problema (amb dades distribuïdes pels nodes del sistema).

## Components
Actualment, el benchmark consta de 7 proves (amb els modes de funcionament indicats per a cadascun):
1. HPL[2] (High Performance LINPACK) – mesura el rendiment d'un solucionador per a un sistema dens d'equacions lineals (global).
2. DGEMM: mesura el rendiment per a la multiplicació matriu-matriu (única, estrella).
3. STREAM:[3] mesura l'amplada de banda de la memòria sostinguda cap a/des de la memòria (únic, estrella).
4. PTRANS: mesura la velocitat a la qual el sistema pot transposar una gran matriu (global).
5. RandomAccess: mesura la velocitat d'actualitzacions de 64 bits als elements seleccionats aleatòriament d'una taula gran (única, estrella, global).
6. FFT: realitza una transformada ràpida de Fourier en un gran vector unidimensional utilitzant l'algorisme generalitzat de Cooley-Tukey (únic, estrella, global).
7. Ample de banda i latència de comunicació: mesures de rendiment centrades en MPI basades en el punt de referència d'amplada de banda/latencia b_eff.[4]